# 邱奕堅
邱奕堅（？—），台灣台北人，台灣攝影藝術家。主要專長於藝術展覽策劃、攝影教育、攝影藝術評論、攝影藝術創作、攝影藝術市場。现任台灣攝影藝術博覽會會長、東方設計學院文化創意設計研究所助理教授。
1987－1994年間留學於日本與美國，分別取得日本大學攝影藝術學士與美國舊金山藝術大學攝影藝術碩士學位，2011年取得日本國立東京藝術大學跨領域互動媒體藝術-藝術學博士，曾經參與策展日本與南韓國際性攝影雙年展。

## 攝影展覽
個展：
- 2000 高雄醫學大學附設中和紀念醫院南杏藝廊，高雄，台灣
- 1999 TIVAC台灣國際視覺藝術中心，台北，台灣
- 1999 鄉城生活學苑藝文空間，台南，台灣
- 1996 陽明山國家公園·遊客中心藝廊，台北，台灣
- 1995 台北攝影藝廊，台北，台灣
- 1994 舊金山藝術藝廊（Art Gallery），加州，美國

聯展：
- 2010 東京藝術大學 大學院美術研究所博士生聯展，東京藝術大學美術館，東京，日本
- 2010 台灣大型相機創作學會－第四屆會員聯展，恆昶攝影藝廊，台北，台灣
- 2009 台灣大型相機創作學會－第三屆會員聯展，恆昶攝影藝廊，台北，台灣
- 2008 台灣大型相機創作學會 第二屆會員聯展，爵士攝影藝廊，台北，台灣
- 2007 台灣大型相機創作學會 第一屆會員聯展，台北市立社會教育館，台北，台灣
- 2006 國立東京藝術大學博碩士生校內聯展，東京藝術大學取手校區美術館，千葉縣取手市，日本
- 2004 中華撮影文化協進会會會員聯展，彩虹攝影藝廊，台北，台灣
- 2003 亞洲攝影家聯展，富士攝影沙龍藝廊，名古屋，日本
- 2003 亞洲攝影家聯展，日本駐韓大使館公報文化院，漢城，韓國
- 2002 爵士二十週年紀念展，爵士攝影藝廊，台北，台灣
- 2000 台灣日本攝影家交流展，福岡亞洲美術館交流藝廊，福岡，日本
- 1997 大邱國際青年攝影家聯展，漢城，韓國
- 1997 中華攝影教育學會訪問團聯展，魯迅美術學院，瀋陽，中國
- 1997 中華攝影教育學會會員聯展，國父紀念館，台北，台灣
- 1996 台灣攝影家聯展，原亦藝術空間攝影藝廊，台北，台灣
- 1990 中華民國留日攝影科同學研究會聯展，爵士攝影藝廊，台北，台灣
- 1989 中華民國留日攝影科同學研究會聯展，奧林帕斯藝廊，東京，日本

## 著作
- 2008 攝影評論學(主編)，『原文Criticizing Photographs 4th Edition』
- 2001 新現代攝影(編審)，『原文Photography 6th Edition』
- 2000 第三屆台北國際攝影節專刊 (執行編輯) ，中華攝影文化協進會
- 1998 跨世紀經典攝影原作大展

## 外部連結
- 專訪 1839當代藝廊執行長 邱奕堅
- 邱奕堅：用手框起一個美學 （页面存档备份，存于）